# Antonin Eymieu
 (mars 2024).
Antonin Eymieu, né le 21 novembre 1861 à Chamaret (Drôme) et mort à Marseille le 9 octobre 1933, est un jésuite et directeur de conscience français. il est auteur de divers articles et ouvrages.

## Biographie
Il crée et anime plusieurs groupes : la Mutualité intellectuelle, la Ligue des femmes françaises, l’Association du Sacré-Cœur. Deux instituts féminins naissent sous son influence : Notre-Dame du Travail et les Xavières.

## Ouvrages
A la Librairie Académique Perrin et Cie :
- Le Gouvernement de soi-même, Essai de psychologie pratique
  - 1re série : Les Grandes lois, 1905
  - 2e série : L'obsession et le scrupule, 1909
  - 3e série : L'Art de vouloir, 1935
  - 4e série : La Loi de la vie, 1930
- Le Naturalisme devant la science, 1911
- La part des croyants dans les progrès de la science au XIXe siècle
  - 1re série : Dans les sciences exactes, 1915
  - 2e série : Dans les sciences naturelles, 1915
- La Providence et la guerre, 1917
- Les buts de guerre de la Providence
- La  Providence, Tiré à part de la première partie seulement de La Providence et la guerre, 1927

Aux Éditions Spes :
- Deux arguments pour le catholicisme, traduit en anglais par John Stoddard, 1923
- Garde à vous ! À ceux qui ne veulent pas être esclaves, 1924

A la Librairie Beauchesne :
- En face de la douleur : Le rôle de Dieu, l'attitude de l'homme, 1916

Aux Editions Publiroc, Marseille :
- Thérèse de Lisieux, 1930

Librairie Vitte : 
- Païens, 1904
- Vision d'espoir, 1904

Autres publications :
- La mission de saint Thomas d'Aquin
- Vive le Christ qui aime les Francs !
- La tâche de la France souffrante
- Théorie du bien et du mal moral (Extrait des Études du 5 janvier 1904)
- L'esprit religieux et l'esprit  scientifique (Revue pratique d'apologétique, 15 avril 1915)
- Discours prononcé à Marseille, lors de la bénédiction de la première pierre de l'église du Sacré-Cœur, en souvenir des morts de la guerre (7 novembre 1920)
- Tradition et progrès par la famille (Annecy, 1909)
- L'hypnotisme. Esquisse d'une théorie nouvelle Revue des Questions scientifiques (janvier 1916)
- Le métier de l'homme est de se dépasser (Le corps et l'esprit, Revue d'hygiène physique et de réconfort moral, juillet 1916).
- Le règne de la pureté dans le monde (Apostolat de la prière, avril 1919)
- Congrès eucharistique diocésain (Caen, juillet 1930). Deux discours du P. Eymieu :
- Journées des jeunes filles
- Journées sacerdotales

Revue Blanche de Castille, année 1907 :
- La manière (4 articles)
- Faut-il faire son journal ? (1 article)
- Commémoration à Marseille du centenaire de l'Indépendance Belge, Imprimerie nouvelle, Marseille
- Discours pour la fête du centenaire de la paroisse saint Joseph de Marseille en janvier 1933